# 阿尔特纳 (汝拉省)
阿尔特纳（法語：Arthenas，法語發音：[aʁtəna]）是法国汝拉省的一个旧市镇，属于隆斯勒索涅区。2016年，阿尔特纳与邻近的3个市镇合并为新市镇拉沙约斯，阿尔特纳为新市镇行政中心。

## 地理
阿尔特纳（46°35'9"N, 5°31'48"E）面积6.71 平方千米，位于法国勃艮第-弗朗什-孔泰大區汝拉省，该省份为法国东部内陆省份，北起上索恩省，西北接科多尔省，西临索恩-卢瓦尔省，南至安省，东与杜省和瑞士接壤。
与阿尔特纳接壤的市镇（或旧市镇、城区）包括：博尔奈、罗托奈。

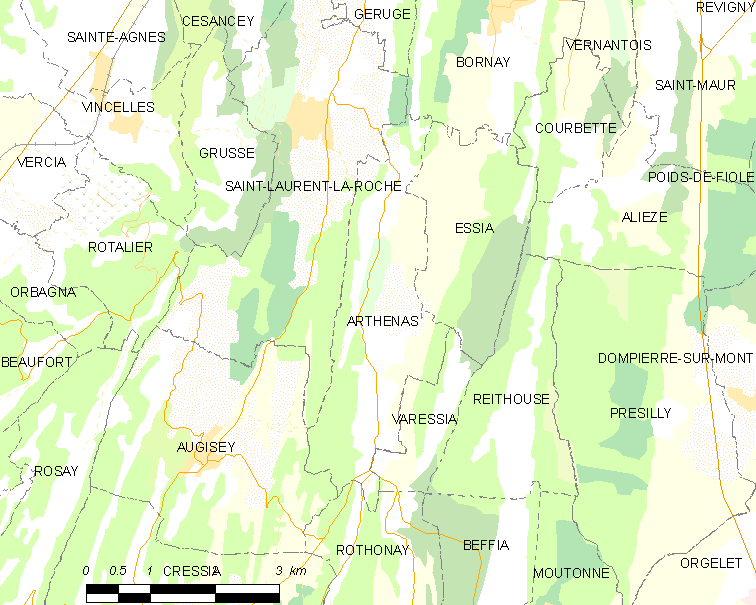
的OSM定位图

阿尔特纳的时区为UTC+01:00、UTC+02:00（夏令时）。

## 行政
阿尔特纳的邮政编码为39270、39570，INSEE市镇编码为39021。

## 政治
阿尔特纳所属的省级选区为穆瓦朗昂蒙塔涅县。

## 人口

1962-2008年间人口变化图示

阿尔特纳于2013时的人口数量为159人。